# Vlkov (district de Tábor)
Pour les articles homonymes, voir Vlkov.
Vlkov (en allemand : Wilkow) est une commune du district de Tábor, dans la région de Bohême-du-Sud, en République tchèque. Sa population s'élevait à 165 habitants en 2020.

## Géographie
Vlkov se trouve à 5 km au sud-est du centre de Veselí nad Lužnicí, à 30 km au sud de Tábor, à 27 km au nord-est de České Budějovice et à 105 km au sud-sud-est de Prague.
La commune est limitée par Veselí nad Lužnicí à l'ouest et au nord, par Drahov à l'est, par Val à l'est et au sud, et par Ponědrážka au sud-ouest.

## Histoire
La première mention écrite du village date de 1654.